# Enanedu

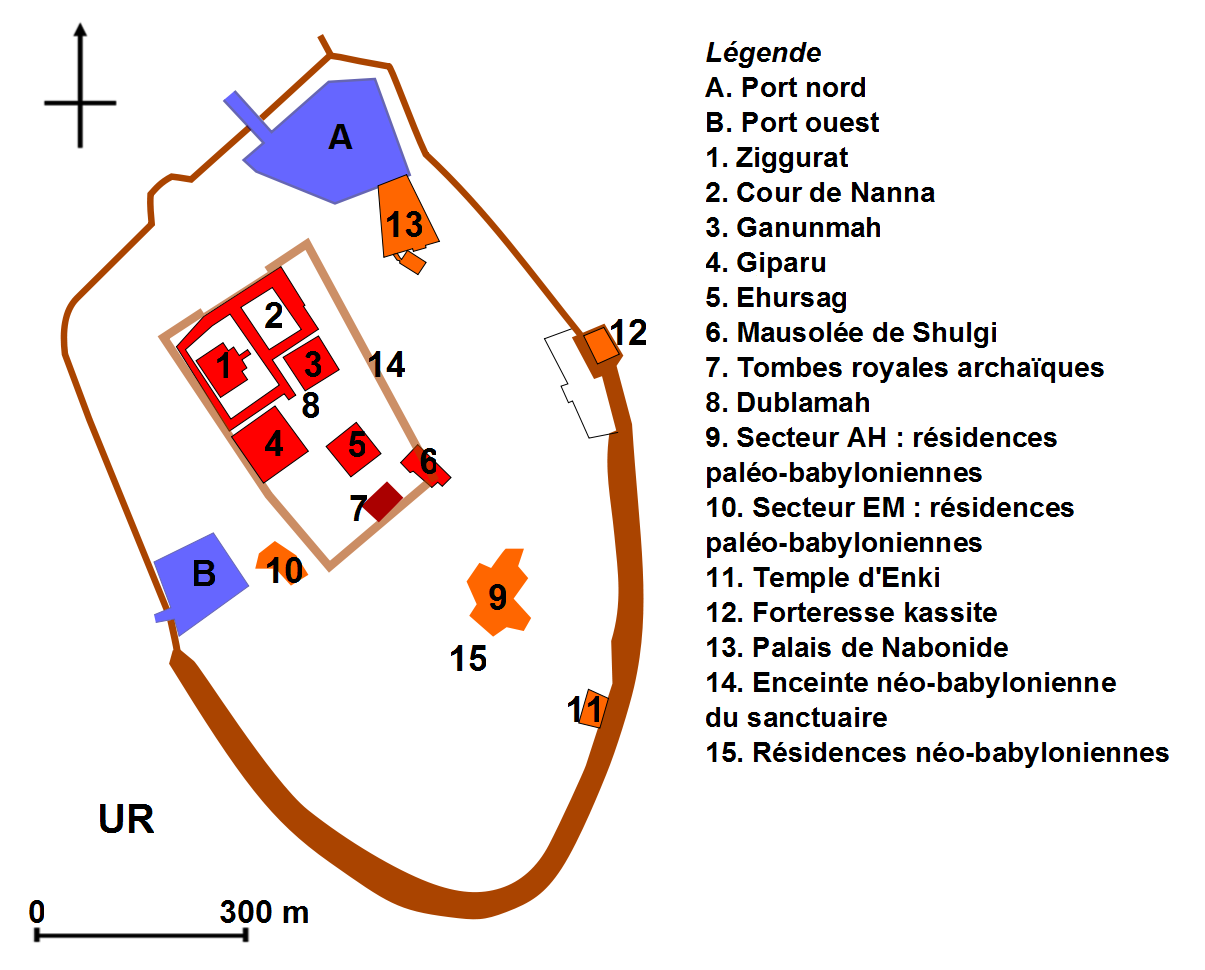
Plan miasta Ur z zaznaczonym położeniem Giparu

Enanedu – mezopotamska księżniczka, córka Kudur-Mabuka, siostra Warad-Sina (1834-1823 p.n.e.) i Rim-Sina I (1822-1763 p.n.e.), królów Larsy; najwyższa kapłanka (akad. ēntu) boga księżyca Sina w mieście Ur. 

## Życiorys
Rim-Sin I, po wygranej wojnie z Isin, rozkazał odrestaurować Giparu (sum. ġi6.par3, akad. gipāru), jej siedzibę w Ur. W VI wieku p.n.e., w trakcie prac budowlanych prowadzonych w Giparu na rozkaz babilońskiego króla Nabonida (555-538 p.n.e.), odkryta została inskrypcja Eanedu napisana w języku sumeryjskim. En-nigaldi-Nanna, córka Nabonida, pełniąca również funkcję kapłanki ēntu, umieściła tę inskrypcję w swym „muzeum” w Giparu, gdzie ponownie odnaleziona została w XX wieku przez archeologów.